# Synagoga Moszka Przygurskiego w Łodzi
Synagoga Moszka Przygurskiego w Łodzi – prywatny dom modlitwy znajdujący się w Łodzi przy ulicy Pańskiej 67.
Synagoga została zbudowana w 1908 roku z inicjatywy Moszka Przygurskiego. Mogła ona pomieścić 21 osób. Podczas II wojny światowej hitlerowcy zdewastowali synagogę.